# Бризгіна Анастасія Вікторівна
Анастасія Вікторівна Бризгіна (нар. 9 січня 1998) — українська легкоатлетка, яка спеціалізується в бігу на 400 метрів, бронзова призерка чемпіонату Європи в приміщенні (2017), дворазова чемпіонка Європи серед юніорів (2017), багаторазова чемпіонка та призерка національних першостей у спринтерських дисциплінах, рекордсменка України з естафетного бігу 4×400 метрів у приміщенні.
Донька подружжя олімпійських чемпіонів Віктора та Ольги Бризгіних. Старша сестра Єлизавета — також легкоатлетка.
На національних змаганнях представляє Запорізьку область.

## Спортивна кар'єра
У жовтні на 7-х Всесвітніх Іграх серед військовослужбовців в Китаї в естафеті 4×400 метрів з результатом 3.33,68 разом з Марією Миколенко, Анною Рижиковою та Катериною Климюк здобула бронзу.
7 березня 2021 на чемпіонаті Європи в приміщенні в Торуні стала співавторкою національного рекорду з естафетного бігу 4×400 метрів (3.30,38) разом з Анною Рижиковою, Катериною Климюк та Вікторією Ткачук.

## Основні міжнародні виступи
| Рік  | Змагання                                 | Місце проведення           | Місце    | Дисципліна            | Результат | Примітки |
| ---- | ---------------------------------------- | -------------------------- | -------- | --------------------- | --------- | -------- |
| 2015 | Чемпіонат світу серед юнаків             | Калі, Колумбія             | 6        | біг на 200 метрів     | 23.84     |          |
| 2016 | Чемпіонат світу в приміщенні             | Портленд, США              | 5        | естафета 4×400 метрів | 3.40.42   |          |
| 2016 | Чемпіонат світу серед юніорів            | Бидгощ, Польща             | 5        | естафета 4×400 метрів | 3.33.95   |          |
| 2017 | Чемпіонат Європи в приміщенні            | Белград, Сербія            | 3        | естафета 4×400 метрів | 3.32.10   |          |
| 2017 | Чемпіонат Європи серед юніорів           | Гроссето, Італія           | 1        | біг на 400 метрів     | 52.01     |          |
| 2017 | Чемпіонат Європи серед юніорів           | Гроссето, Італія           | 1        | естафета 4×400 метрів | 3.32.82   |          |
| 2017 | Чемпіонат світу                          | Лондон, Велика Британія    | 27 (з.)  | біг на 400 метрів     | 52.26     |          |
| 2017 | Чемпіонат світу                          | Лондон, Велика Британія    | 12 (з.)  | естафета 4×400 метрів | 3.31.84   |          |
| 2017 | Універсіада                              | Тайбей, Тайвань            | 10 (пф.) | біг на 400 метрів     | 53.28     |          |
| 2017 | Універсіада                              | Тайбей, Тайвань            | —        | естафета 4×400 метрів | DSQ       |          |
| 2018 | Чемпіонат світу в приміщенні             | Бірмінгем, Велика Британія | 4        | естафета 4×400 метрів | 3.31.32   | SB       |
| 2018 | Чемпіонат Європи                         | Берлін, Німеччина          | 29 (з.)  | біг на 400 метрів     | 53.62     |          |
| 2018 | Чемпіонат Європи                         | Берлін, Німеччина          | —        | естафета 4×400 метрів | DSQ       |          |
| 2019 | Чемпіонат Європи серед молоді            | Євле, Швеція               | 6        | біг на 400 метрів     | 53.20     |          |
| 2019 | Чемпіонат Європи серед молоді            | Євле, Швеція               | 4        | естафета 4×400 метрів | 3:34.33   |          |
| 2019 | Всесвітні Ігри серед військовослужбовців | Ухань, Китай               | 3м2з     | біг на 400 метрів     | 54.38     |          |
| 2019 | Всесвітні Ігри серед військовослужбовців | Ухань, Китай               | 3        | естафета 4×400 метрів | 3:33.68   |          |
| 2021 | Чемпіонат Європи в приміщенні            | Торунь, Польща             | 29 (з.)  | біг на 400 метрів     | 53.50     |          |
| 2021 | Чемпіонат Європи в приміщенні            | Торунь, Польща             | 5        | естафета 4×400 метрів | 3.30.38   | NIR      |
| 2022 | Чемпіонат світу                          | Юджин, США                 | 9 (з.)   | естафета 4×400 метрів | 3:29.25   | SB       |